# Abbaye de Gastines
L'abbaye de Gastines est située à Villedômer, dans le département français d'Indre-et-Loire. 

## Historique
Elle est fondée par Hugues, archevêque de Tours, en 1137. Les religieux y suivent la règle de saint Augustin. À la suite d'un incendie à la fin du XIIe siècle, Thibault de Blois la fait reconstruire ; la nouvelle église est consacrée en 1207. 
Durant les guerres de religion, elle est pillée par les protestants. Le monastère est restauré en 1564. 
En 1737, les religieux reconstruisent une nouveau logis et un pavillon pour le logement de l'abbé. 
En 1791, elle est vendue comme bien national. 
Elle fait l’objet d’un inscription au titre des monuments historiques par arrêté du 1er juin 1948.